# منتخب المجر للكورفبال
منتخب المجر للكورفبال هو ممثل المجر الرسمي في المنافسات الدولية في كرة السلة الهولندية
.